# Chiesa di San Martino (Trento, Gazzadina)
La chiesa di San Martino è una chiesa cristiana in rovina situata sul Dosso di San Martino presso Gazzadina, frazione del comune di Trento. Della struttura rimangono pochi resti delle mura, oltre al campanile che sopravvive intatto.

## Storia

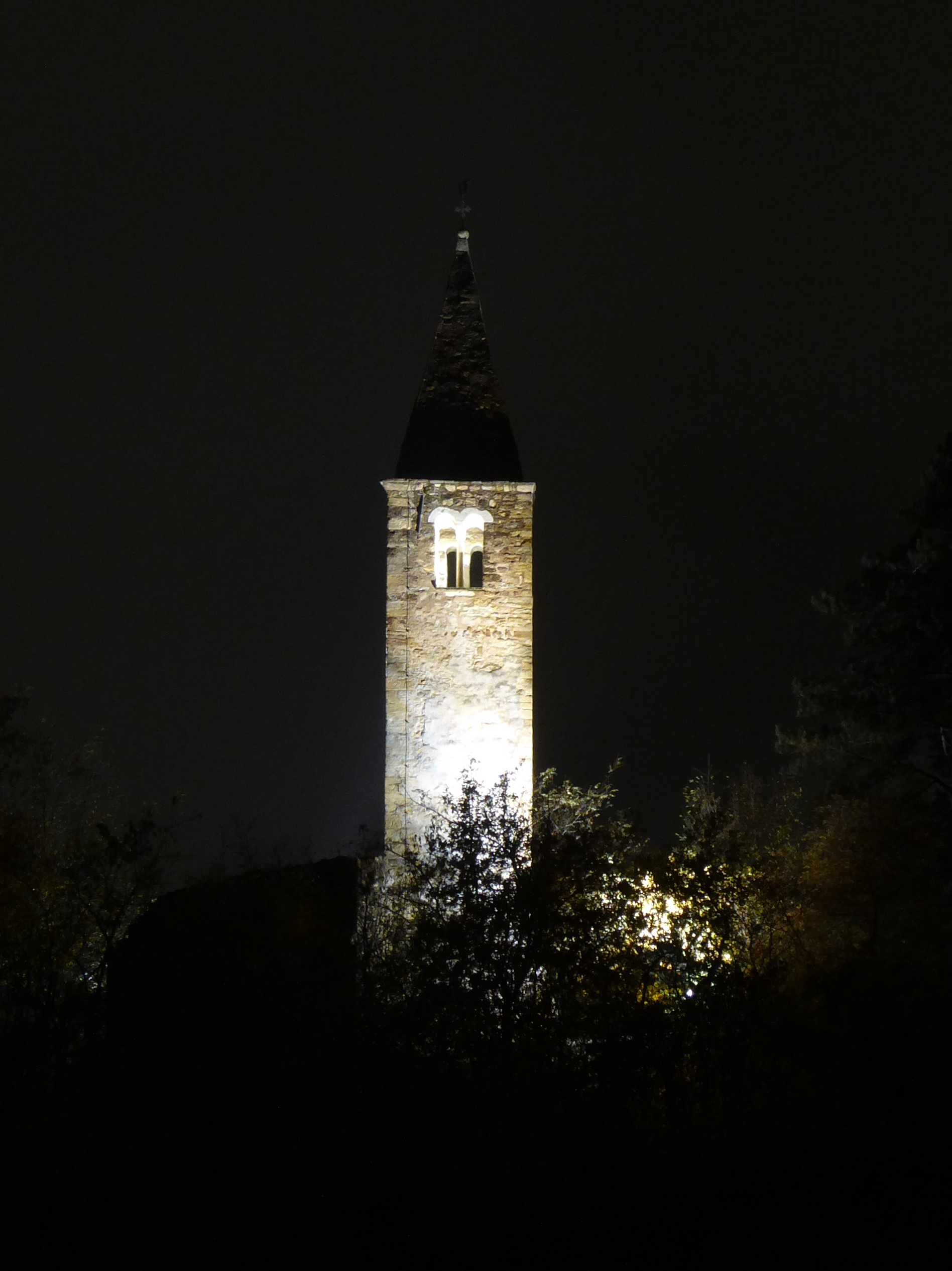
Il campanile illuminato di notte

La chiesa sorge sul Dosso di San Martino (che da lei prende il nome), un'altura situata appena ad nord-ovest dell'abitato di Gazzadina; è probabile che sul Dosso sia esistito, anticamente, un castelliere, e lo stesso sito è generalmente considerato essere l'ubicazione del "castello di Meano", una fortificazione scomparsa citata in vari documenti del XIII secolo.
La data di fondazione dell'edificio di culto è ignota, e potrebbe essere legata -come fa supporre anche il santo titolare- alla colonizzazione della zona da parte dei Longobardi. Rilievi archeologici hanno evidenziato i resti, sottostanti le rovine odierne, di una cappella preesistente che era operativa nei primi decenni del XV secolo e che subì ad un certo punto la ricostruzione dell'abside; essa è citata in un testamento redatto nel 1485, che è in assoluto la prima fonte documentale a parlarne. Probabilmente verso il tardo XV secolo o all'inizio del XVI questa cappella venne rasa al suolo per costruire la chiesa più recente: per primo venne eretto il campanile, seguito, dopo la spianatura del dosso, dall'abside, poi dall'aula e infine dalla sagrestia.
Durante il Basso Medioevo la chiesetta era alle dipendenze della pieve di Meano e rivestiva un importante ruolo comunitario: il triplice suono della sua campana era il segnale che chiamava all'adunata l'assemblea della regola di Meano. Essa è citata in una serie di atti visitali del XVII e XVIII secolo, tra cui un testo del 1769 che lamentava la mancanza degli utensili per la celebrazione e dei documenti relativi alla consacrazione dell'altare e dell'intera struttura. La chiesa di San Martino rimase regolarmente in uso fino alla metà del XIX secolo, quando venne edificata una cappella privata nel paese di Gazzadina, divenuta in seguito la chiesa della Madonna di Caravaggio: a questo punto la chiesa sul dosso venne trascurata e subì un rapidissimo degrado, tanto che nel 1842 era già "quasi onninamente sfasciata", e non venne ritenuto vantaggioso risistemarla.
Nella prima metà del XX secolo, la Soprintendenza ai Monumenti e alle Gallerie di Trento si interessò ai ruderi, svolgendo i lavori di sistemazione e consolidamento più essenziali; ulteriori lavori, accompagnati da un importante sopralluogo archeologico, avvennero nel 2001.

## Descrizione

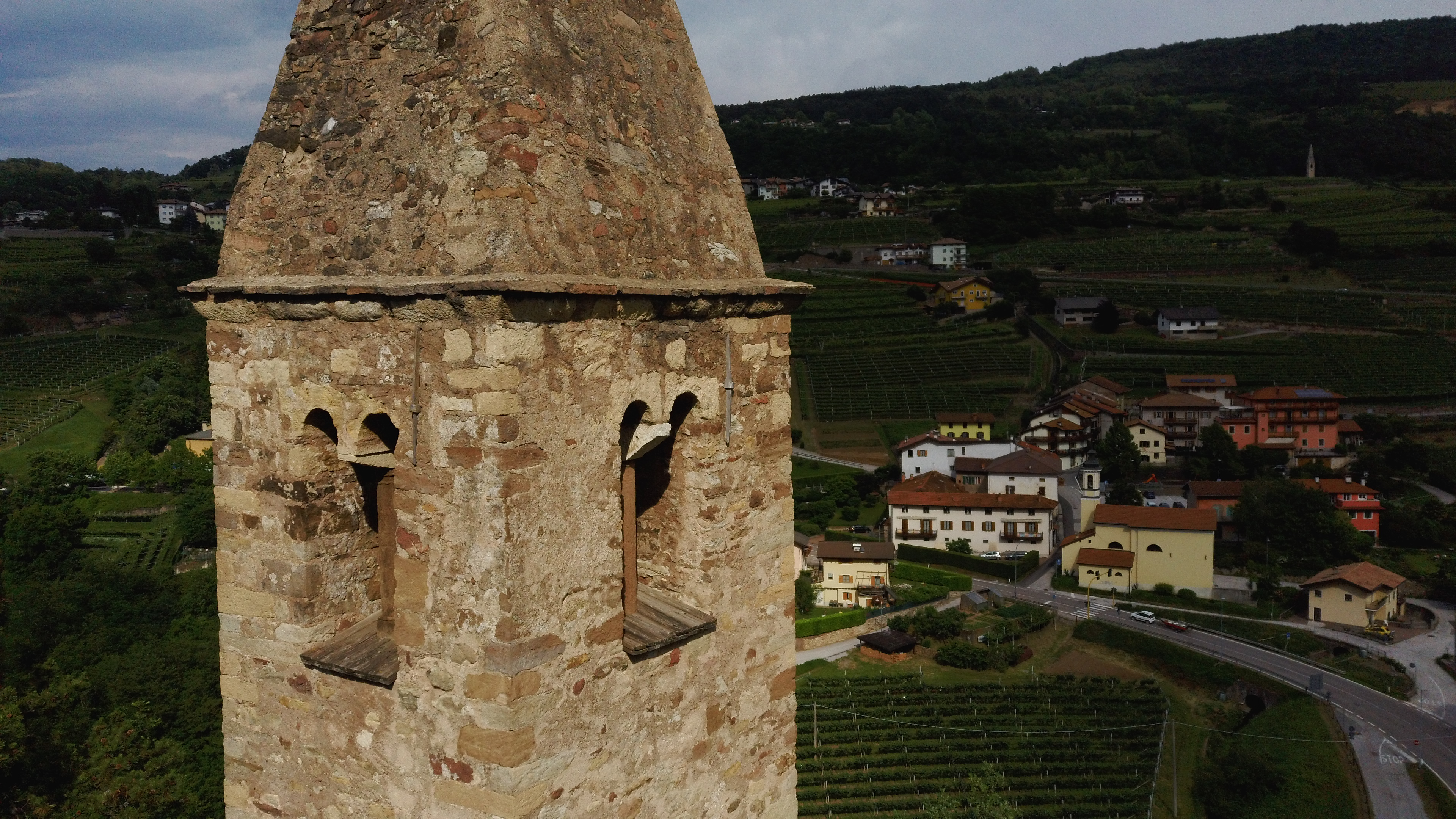
Primo piano della cella campanaria; sullo sfondo si vede l'abitato di Gazzadina, con la chiesa parrocchiale della Madonna di Caravaggio

Il campanile della chiesa è costruito sulla roccia nel punto più alto del Dosso; la chiesa, che vi si appoggiava a sud, sorgeva invece su un piano artificiale, sostenuto a sud, est ed ovest da muri a scarpa. Essa era in stile gotico, orientata ad est, e consisteva di un'aula quadrangolare di forma irregolare, e di un più piccolo presbiterio, di forma analoga, sopraelevato di un gradino e innestato asimmetricamente e sbilenco rispetto al corpo principale; l'aula principale era preceduta da un'altra area di forma analoga ma dalla natura non chiara (forse un vestibolo coperto). In origine l'aula era coperta probabilmente solo da un tetto in legno, e in epoca barocca venne forse inserito un nuovo soffitto a volta; il presbiterio era dotato di una volta a crociera con costoloni gotici. Non si ha alcuna informazione sulle finestre, eccetto che ve ne era almeno una sul lato meridionale.
Il campanile, che è l'unico elemento superstite nella sua integrità, presenta alcuni tratti romanici e ha anch'esso una base quadrangolare irregolare, ed è sormontato da una cuspide piramidale in pietra; l'ingresso avviene da un portalino con arco a tutto sesto in arenaria locale sul lato sud, e le uniche altre aperture sono le quattro bifore della cella campanaria, lunghe e strette, anch'esse con arco a tutto sesto, inframezzate da semplici colonnine con capitello a stampella. La torre raggiunge un'altezza di circa 17 metri. Una piccola sagrestia a pianta quadrata era appoggiata contro l'angolo occidentale tra la chiesa e il campanile.
Delle decorazioni interne della chiesa si sa poco. Un documento del 1891, periodo in cui la chiesa era già molto in rovina, riporta che sulla volta del presbiterio erano dipinti due o tre apostoli, e un imponente affresco raffigurante san Cristoforo si trovava sulla parete adiacente al campanile, quella rivolta verso il paese.